# The Great Gildersleeve

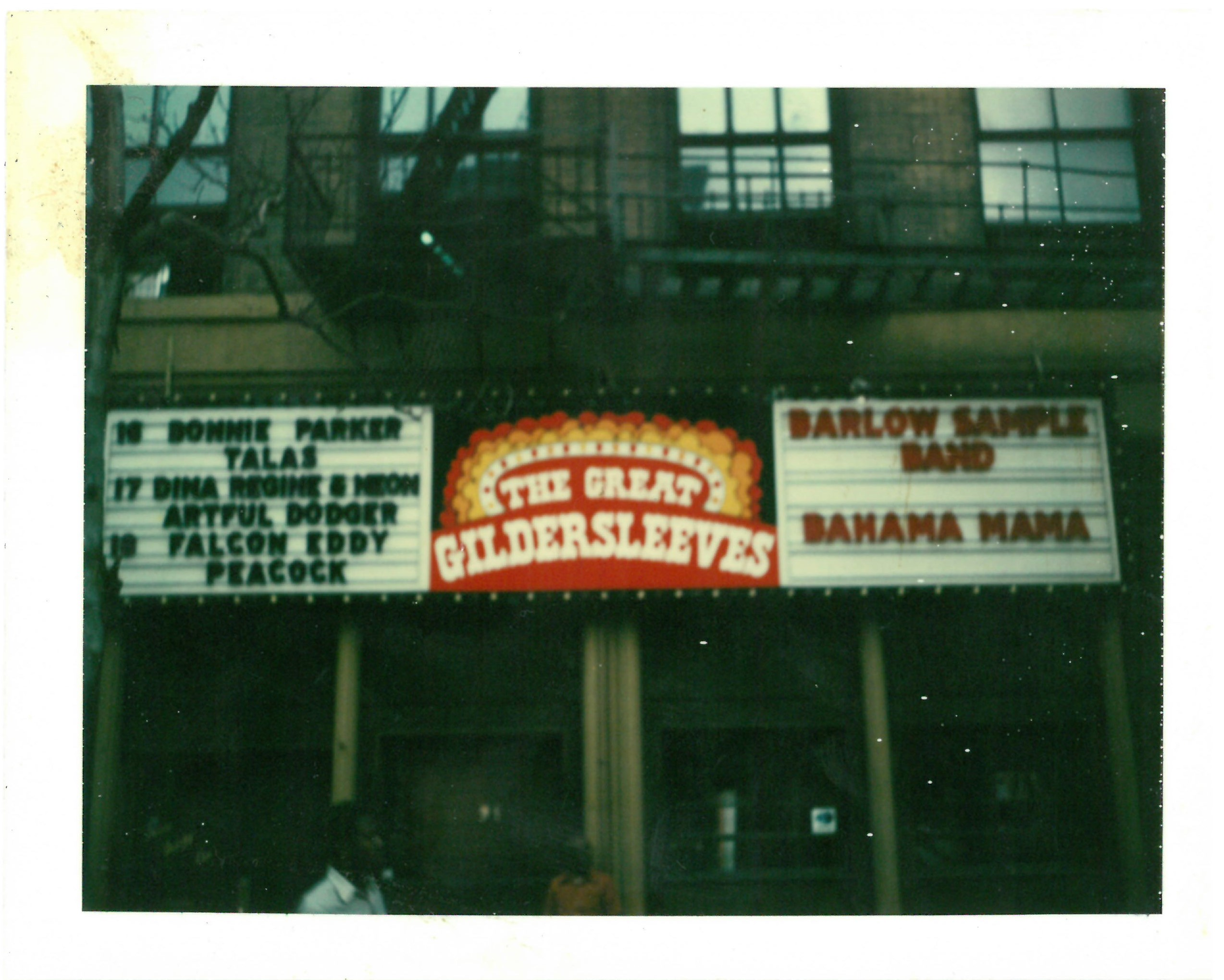
L'enseigne The Great Gildersleeve à New York en 1980.

 (mars 2023).
La mise en forme du texte ne suit pas les recommandations de Wikipédia : il faut le « wikifier ».
Les points d'amélioration suivants sont les cas les plus fréquents :
- Les titres sont pré-formatés par le logiciel. Ils ne sont ni en capitales, ni en gras.
- Le texte ne doit pas être écrit en capitales (les noms de famille non plus), ni en gras, ni en italique, ni en « petit »…
- Le gras n'est utilisé que pour surligner le titre de l'article dans l'introduction, une seule fois.
- L'italique est rarement utilisé : mots en langue étrangère, titres d'œuvres, noms de bateaux, etc.
- Les citations ne sont pas en italique mais en corps de texte normal. Elles sont entourées par des guillemets français : « et ».
- Les listes à puces sont à éviter, des paragraphes rédigés étant largement préférés. Les tableaux sont à réserver à la présentation de données structurées (résultats, etc.).
- Les appels de note de bas de page (petits chiffres en exposant, introduits par l'outil «  Source ») sont à placer entre la fin de phrase et le point final[comme ça].
- Les liens internes (vers d'autres articles de Wikipédia) sont à choisir avec parcimonie. Créez des liens vers des articles approfondissant le sujet. Les termes génériques sans rapport avec le sujet sont à éviter, ainsi que les répétitions de liens vers un même terme.
- Les liens externes sont à placer uniquement dans une section « Liens externes », à la fin de l'article. Ces liens sont à choisir avec parcimonie suivant les règles définies. Si un lien sert de source à l'article, son insertion dans le texte est à faire par les notes de bas de page.
- La présentation des références doit suivre les conventions bibliographiques. Il est recommandé d'utiliser les modèles {{Ouvrage}}, {{Chapitre}}, {{Article}}, {{Lien web}} et/ou {{Bibliographie}}. Le mode d'édition visuel peut mettre en forme automatiquement les références.
- Insérer une infobox (cadre d'informations à droite) n'est pas obligatoire pour parachever la mise en page.

Pour une aide détaillée, merci de consulter Aide:Wikification.
Si vous pensez que ces points ont été résolus, vous pouvez retirer ce bandeau et améliorer la mise en forme d'un autre article.
The Great Gildersleeve est un film américain réalisé par Gordon Douglas, sorti en 1942. Le personnage central est basé sur la populaire série radiophonique de NBC The Great Gildersleeve créée par Leonard L. Levinson, qui a été diffusée de 1941 à 1950. C’est le premier des quatre films de la série Gildersleeve produits et distribués par RKO Radio Pictures. Le scénario a été écrit par Jack Townley et Julien Josephson, et le film met en vedette Harold Peary et Jane Darwell. Les autres films de la série sont Gildersleeve's Bad Day (1943), Gildersleeve on Broadway (1943) et Gildersleeve's Ghost (1944).

## Synopsis
Throckmorton P. Gildersleeve est poursuivi par la sœur de son vieux rival en ville, le juge Horace Hooker, qui est tombée amoureuse de lui. Dans le même temps, la nièce et le neveu de Gildersleeve concoctent une campagne médiatique pour faire de lui l’homme le plus populaire de la ville afin que le juge ne force pas les enfants à devenir des pupilles de l'état si Gildersleeve ne se marie pas et ne donne pas une mère aux enfants.

## Fiche technique
- Réalisation : Gordon Douglas
- Scénario : Jack Townley et Julien Josephson
- Date de sortie : 1942

## Distribution

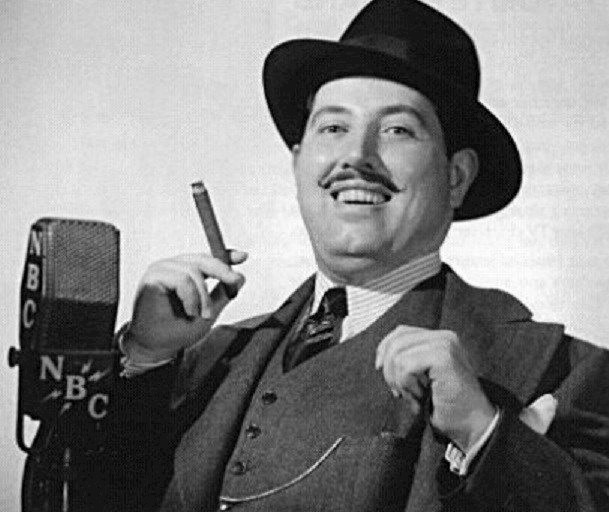
Harold Peary au micro de NBC.

- Harold Peary : Throckmorton P. Gildersleeve
- Jane Darwell : Tante Emma Forrester
- Nancy Gates : Marjorie Forrester
- Charles Ardt : le juge Horace Hooker
- Freddie Mercer : Leroy Forrester
- Thurston Hall : le gouverneur John Stafford
- Lillian Randolph : Birdie Lee Calkins
- Mary Field : Amelia Hooker
- George Carleton : Frank Powers
- George Chandler : le garçon messager